# Goronwy Roberts, Baron Goronwy-Roberts

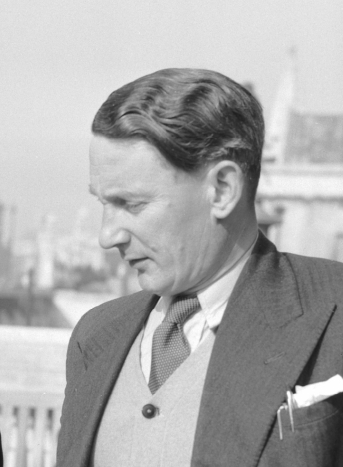
Goronwy Roberts, Baron Goronwy-Roberts

Goronwy Owen Roberts, Baron Goronwy-Roberts PC FRSA (* 20. September 1913 in Bethesda, Gwynedd; † 22. Juli 1981) war ein britischer Politiker der Labour Party, der 29 Jahre lang Abgeordneter des House of Commons war und 1974 als Life Peer aufgrund des Life Peerages Act 1958 Mitglied des House of Lords wurde. Während der Labour-Regierungen der Premierminister Harold Wilson und James Callaghan zwischen 1964 und 1970 sowie 1974 bis 1979 übernahm er als Staatsminister zahlreiche Juniorministerposten.

## Leben

### Studium und Zweiter Weltkrieg
Roberts, dessen Vater ein Ältester der Presbyterian Church of Wales war, absolvierte nach dem Besuch der Ogwen Grammar School in Bethesda ein Studium der Anglistik am University College of North Wales, Bangor, das er mit einem Master of Arts (M.A.) mit Auszeichnung abschloss. Während seines Studiums gründete er gemeinsam mit dem Schriftsteller Harri Gwynn die einflussreiche patriotische linksgerichtete Gruppe Mudiad Gwerin (Volksbewegung). Nach Abschluss des Studiums wurde er 1938 Fellow an der University of Wales und unternahm während dieser Zeit bis 1939 auch Forschungsaufenthalte am King’s College London sowie in anderen Ländern Europas.
Nach dem Kriegseintritt Großbritanniens in den Zweiten Weltkrieg leistete Roberts zwischen 1940 und 1941 Militärdienst in der British Army sowie danach von 1941 bis 1944 in der Heeresreserve. Während dieser Zeit war er zwischen 1941 und 1944 auch Offizier für Jugendbildung in der Grafschaft Caernarfonshire und anschließend von 1944 bis 1945 Lecturer für jugendliche Führungskräfte am University College of Swansea. Daneben moderierte er regelmäßig Rundfunksendungen zu literarischen und politischen Themen.

### Unterhausabgeordneter
Nach Kriegsende wurde Roberts als Kandidat der Labour Party bei den Unterhauswahlen am 5. Juli 1945 im Wahlkreis Caernarfonshire erstmals zum Abgeordneten in das House of Commons gewählt, wobei er sich Goronwy Owen durchsetzen konnte, der für die Liberal Party diesen Wahlkreis seit 1923 vertrat. Während Owen 15.637 Wählerstimmen erhielt, erzielte er selbst 22.043 Stimmen.
Nach Auflösung des Wahlkreises Caernarfonshire wurde Roberts bei den Unterhauswahlen vom 23. Februar 1950 im Wahlkreis Caernarfon als Abgeordneter wiedergewählt, wobei er sich mit 18.369 Stimmen (49,1 Prozent) deutlich gegen den zweitplatzierten E. R. Thomas von der Liberal Party durchsetzen konnte, der 7791 Stimmen (20,9 Prozent) erreichte. Bei den folgenden Unterhauswahlen wurde er bis zu seiner unerwarteten Niederlage bei den Unterhauswahlen am 28. Februar 1974 wiedergewählt.
Zwischen 1950 und 1956 unterstützte Roberts intensiv die Kampagne für ein eigenständiges Parlament von Wales und legte dem House of Commons im Mai 1956 die dazugehörige Petition mit 250.000 Unterschriften vor. Diese Liste beinhaltete neben seiner eigenen auch die Unterschriften der Labour-Abgeordneten T. W. Jones, Cledwyn Hughes, Tudor Watkins und S. O. Davies.
Neben seiner Abgeordnetentätigkeit war er zwischen 1955 und 1959 Vorstandsvorsitzender des in Wrexham ansässigen Verlages Hughes a’i Fab sowie Mitglied der Verwaltungsräte der National Library of Wales, des National Museum Cardiff sowie der Aberystwyth University. Ferner war Roberts, der Mitglied der Fabian Society war, Mitglied des Gremiums des Unterhaussprechers der Ausschussvorsitzenden.

### Juniorminister und Oppositionssprecher
Nach dem Wahlsieg der Labour Party bei den Unterhauswahlen vom 15. Oktober 1964 wurde Roberts von Premierminister Harold Wilson zum Staatsminister im Ministerium für Wales ernannt und war als solcher bis zum 5. April 1966 engster Mitarbeiter des Ministers für Wales (Secretary of State for Wales) James Griffiths sowie des damaligen Unterstaatssekretärs (Under-Secretary of State for Wales) Harold Finch. Zeitgleich war er von 1964 bis 1966 Vorsitzender des Walisischen Wirtschaftsplanungsrates (Welsh Economic Planning Council) sowie stellvertretender Vorsitzender des Ausschusses für die Bücherei des Unterhauses (House of Commons Library Committee).
Im Rahmen einer Regierungsumbildung fungierte er zwischen April 1966 und August 1967 als Staatsminister in dem von Anthony Crosland geleiteten Ministerium für Bildung und Wissenschaft (Department for Education and Science) und danach zwischen August 1967 und Oktober 1969 als Staatsminister im Außenministerium (Foreign Office), das im Oktober 1968 zum Minister für Auswärtiges und den Commonwealth of Nations (Foreign and Commonwealth Office) wurde. Während dieser Zeit gehörte er neben anderen Staatsministern wie Alun Jones, Baron Chalfont, Frederick Mulley, Hugh Foot und Malcolm Shepherd, 2. Baron Shepherd zu den engsten Mitarbeitern der damaligen Außenminister George Brown und Michael Stewart. 1967 wurde er Fellow der Royal Society of Arts (FRSA) und 1968 auch zum Privy Councillor ernannt.
Zuletzt war er in der ersten Regierung von Premierminister Wilson zwischen Oktober 1969 und Juni 1970 Staatsminister im Handelsministerium (Board of Trade), dessen Präsident zu dieser Zeit Roy Mason war.
Nach der Wahlniederlage der Labour Party bei den Unterhauswahlen am 18. Juni 1970 wurde Roberts von Harold Wilson in dessen Schattenkabinett berufen, in dem er Sprecher der Opposition für Auswärtige Angelegenheiten. 1972 wurde ihm die Ehrenbürgerwürde (Freedom of the City) von Caernarfon verliehen.

### Wahlniederlage, Staatsminister und Oberhausmitglied
Bei den Unterhauswahlen vom 28. Februar 1974 erlitt Roberts entgegen dem landesweiten Sieg der Labour Party eine unerwartete Niederlage gegen den Kandidaten der Plaid Cymru, Dafydd Wigley, und verlor damit nach fast 29 Jahren sein Abgeordnetenmandat im House of Commons.
Unmittelbar darauf wurde er von Harold Wilson, der zum zweiten Mal Premierminister wurde, am 8. März 1974 zum Parlamentarischen Unterstaatssekretär im Außen- und Commonwealthministerium (Parliamentary Under-Secretary of State for Foreign and Commonwealth Affairs) und bekleidete diese Funktion bis zum 4. Dezember 1975, und war danach bis zur Niederlage Labour Party bei den Unterhauswahlen vom 3. Mai 1979 wiederum Staatsminister in diesem Ministerium (Minister of State for Foreign and Commonwealth Affairs) und gehörte als solcher zu den engsten Mitarbeitern der damaligen Außenminister James Callaghan, Anthony Crosland und David Owen.
Zugleich wurde er auf Vorschlag von Premierminister Wilson durch ein Letters Patent vom 25. März 1974 als Life Peer mit dem Titel Baron Goronwy-Roberts, of Caernarvon and of Ogwen in the County of Caernarvon, in den Adelsstand erhoben und gehörte bis zu seinem Tod dem House of Lords als Mitglied an. Neben seiner Tätigkeit als Staatsminister im Außenministerium fungierte er als stellvertretender Vorsitzender der regierenden Labour-Fraktion im Oberhaus (Deputy Leader of the House of Lords).
Die Funktion des stellvertretenden Vorsitzenden den Labour-Fraktion bekleidete er auch nach dem Machtverlust nach den Unterhauswahlen vom 3. Mai 1979 und war als solcher bis zu seinem Tod stellvertretender Führer der Opposition im Oberhaus (Deputy Leader of the Opposition in the House of Lords).